# Bratkovice (nádraží)
Bratkovice jsou železniční stanice na trati Zdice–Protivín. Nachází se u obce Bratkovice v okrese Příbram. 

## Historie
Provoz zde byl zahájen 20. listopadu 1884, tehdy byla stanice pojmenována Bradkovic. V roce 1914 byl název změněn na Bradkowitz, o čtyři roky později na Bradkovice a v roce 1924 na Bratkovice. Za druhé světové války nesla stanice název Bratkowitz, poté bylo pojmenování opět změněno na Bratkovice.

## Popis
Stanice leží v blízkosti přejezdu P543. Nachází se zde zrekonstruovaná výpravní budova, pro cestující je čekárna uzavřena. Jsou zde 2 nástupní hrany s asfaltovým povrchem. Dále je stanice vybavena osvětlením[zdroj?] a rozhlasem s informačním systémem INISS 2. Stanice neposkytuje žádné další služby.[zdroj?]